# 偽滿皇宮博物院
偽滿皇宮博物院，位於今中华人民共和国吉林省长春市宽城区光复北路5号，是在滿洲國帝宫（即皇宮）旧址上设立的宫廷遗址型博物馆。

## 歷史
1931年九一八事變後，日本扶植清朝末代皇帝溥儀建立滿洲國，以此控制中國東北。當時的中華民國及之后的中华人民共和国不承認滿洲國的合法性，所以稱其爲「偽滿洲國」或「偽滿」。1932年3月9日溥仪就任滿洲國執政，4月3日執政府迁入原吉黑榷運局官署（民國時期管理吉林、黑龍江兩省鹽務）舊址。1934年3月1日溥仪称帝，執政府機關改為宫内府。因日本天皇的宫廷叫皇宫，溥仪的这个宫廷就只能对外称为“帝宫”。至1945年8月日本投降前，滿洲國帝宮一直作為溥儀辦公和生活的地方，其宫廷区域分为用于政务办公的外廷和帝室生活的内廷两个部分，建筑风格东西合璧。1945年滿洲國解體以後，帝宫建築毀損嚴重。
1962年在滿洲國帝宮旧址上成立偽皇宮陳列館，1964年与吉林省博物馆合署辦公，1982年恢复建制，1984年正式對外開放。2000年7月1日劃歸長春市管理，2001年2月8日改名為偽滿皇宮博物院；現已全面整修，基本恢復舊貌。2013年，中华人民共和国国务院将之以伪满皇宫及日伪军政机构旧址之名列入第七批全国重点文物保护单位（近现代重要史迹及代表性建筑）。
2017年，伪满皇宫博物院被中国博物馆协会评为第三批国家一级博物馆。

## 主要建筑
伪满皇宫博物院的主要建筑有勤民楼、缉熙楼、怀远楼、嘉乐殿、同德殿、书画库、莱薰門、保康門、興運門、建国神庙遗迹和御用防空洞等，对游客开放的还有跑马场和东北沦陷史陈列馆。

### 莱薰门
位于帝宫南墙，普通铁质栅栏门，为帝宫的正门。满洲国时期平日关闭，仅限溥仪及日本关东军司令官出入使用。现为伪满皇宫博物院正门。

### 保康门
位于伪满皇宫博物院南墙，莱薰门之西，为平时出入帝宫的主要大门，是普通铁质栅栏门。门内为南北向通道，左侧为护军营房、御马厩、御车库，右边为围墙，中辟兴运门，门内即为帝宫建筑群。

### 兴运门、迎晖门
興運門是帝宫正门，建於1934年1月。为四根圆形立柱支撑的单间水泥门楼，坐东朝西，楼上门楣镶嵌圆形时钟，下有二龙捧珠图案。門後鐘表定格在9時10分——溥儀1945年8月11日晚逃離皇宮時刻。门内左（北）侧为宫内府，右（南）侧为两座平房，分别是警卫室和奏事处兼消毒室。门内前（东）方正对“二宫门”迎晖门。迎晖门之内为一东西狭长的水泥庭院，左（北）为勤民楼，右（南）为中和门，门内为寝宫缉熙楼，正对迎晖门为日本宪兵宿舍。

### 勤民楼、怀远楼

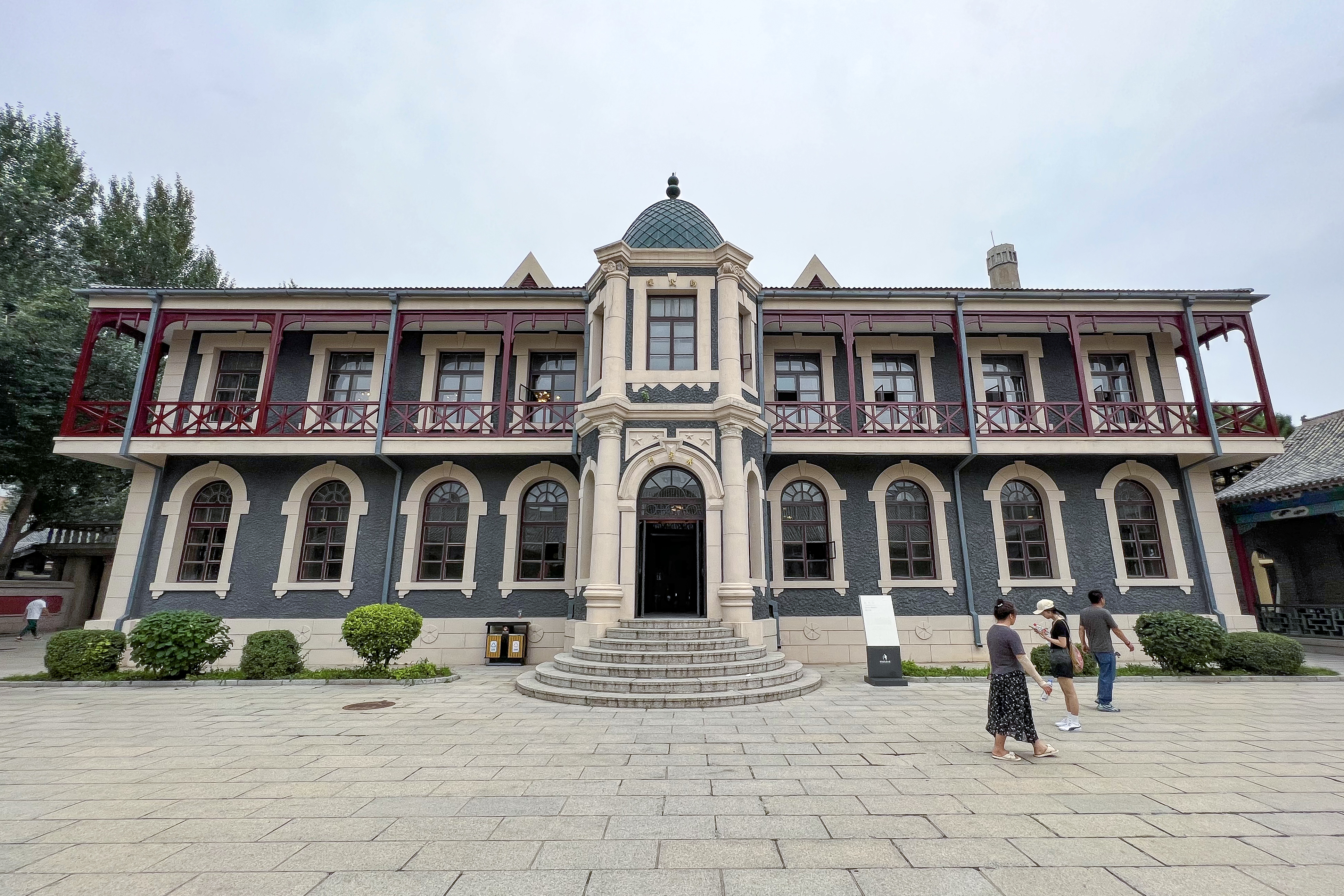
勤民楼南立面

位于迎晖门内北侧，为一幢二层方形圈楼，中间为方形天井。
勤民楼之名取清皇室《祖训》“敬天法祖，勤政爱民”之义。南北有门相通，南为承光门。承光门内，一楼西侧为日本宪兵办公室和帝宫警卫处，东侧是第一候见室。第一候见室北墙有门，通往“帝室御用挂”吉岡安直的办公室。一楼东侧还设有侍卫处、伕役室，西侧设有第二、第三候见室。
勤民楼二楼东南为正殿勤民殿，位于第一候见室正上方。勤民殿系“登极”和接见外国使节的场所。1934年3月1日晨，溥仪身着龙袍，在长春南郊杏花村“天坛”祭天，回勤民楼后易大元帅服，行“登极典礼”。1932年5月5日，溥仪接见国际联盟李顿调查团，1933年9月15日签订《日满议定书》等活动，均在此进行。勤民殿之东为东偏殿，再次举行接见外宾、特派仪式及授予仪式。
勤民楼二楼西南为西偏殿，在此为特任官举行特任仪式。西偏殿之北为健行斋，是溥仪办公及召开“御前会议”之所。健行斋之北为祠堂，供奉清室列祖神位，每逢年节、生卒日期，溥仪由宫廷学生陪同到此焚香上供。
勤民楼二层有走廊通往怀远楼。怀远楼位于勤民楼之北，西半部叫“清宴堂”，是溥仪赐宴处；东半部的南半边是家庙，供奉清朝历代皇帝、皇后神主；北半边为尚书府，为掌玺机构。怀远楼的一楼还设有掌礼处、近侍处和侍从武官处。

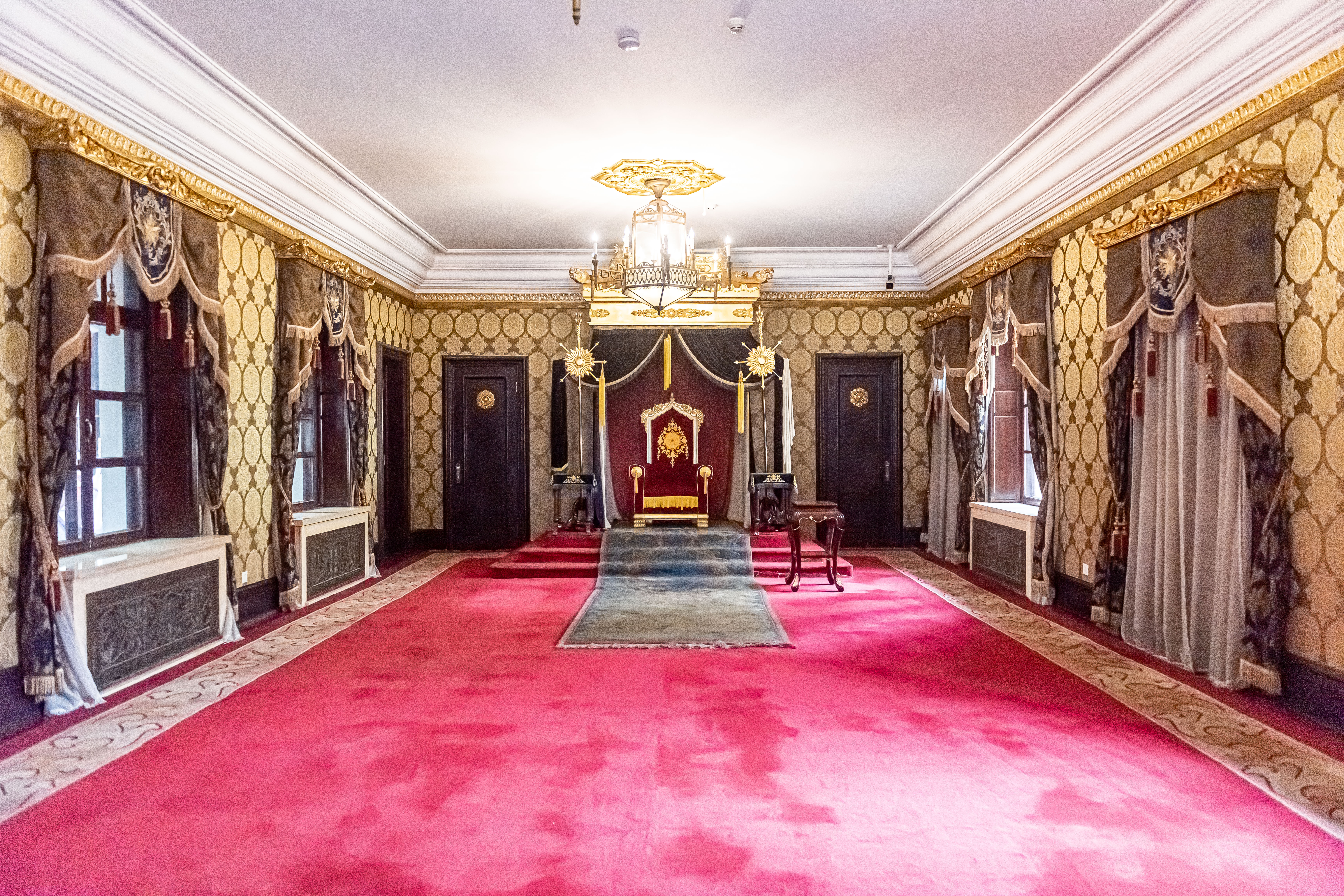
勤民楼二层勤民殿
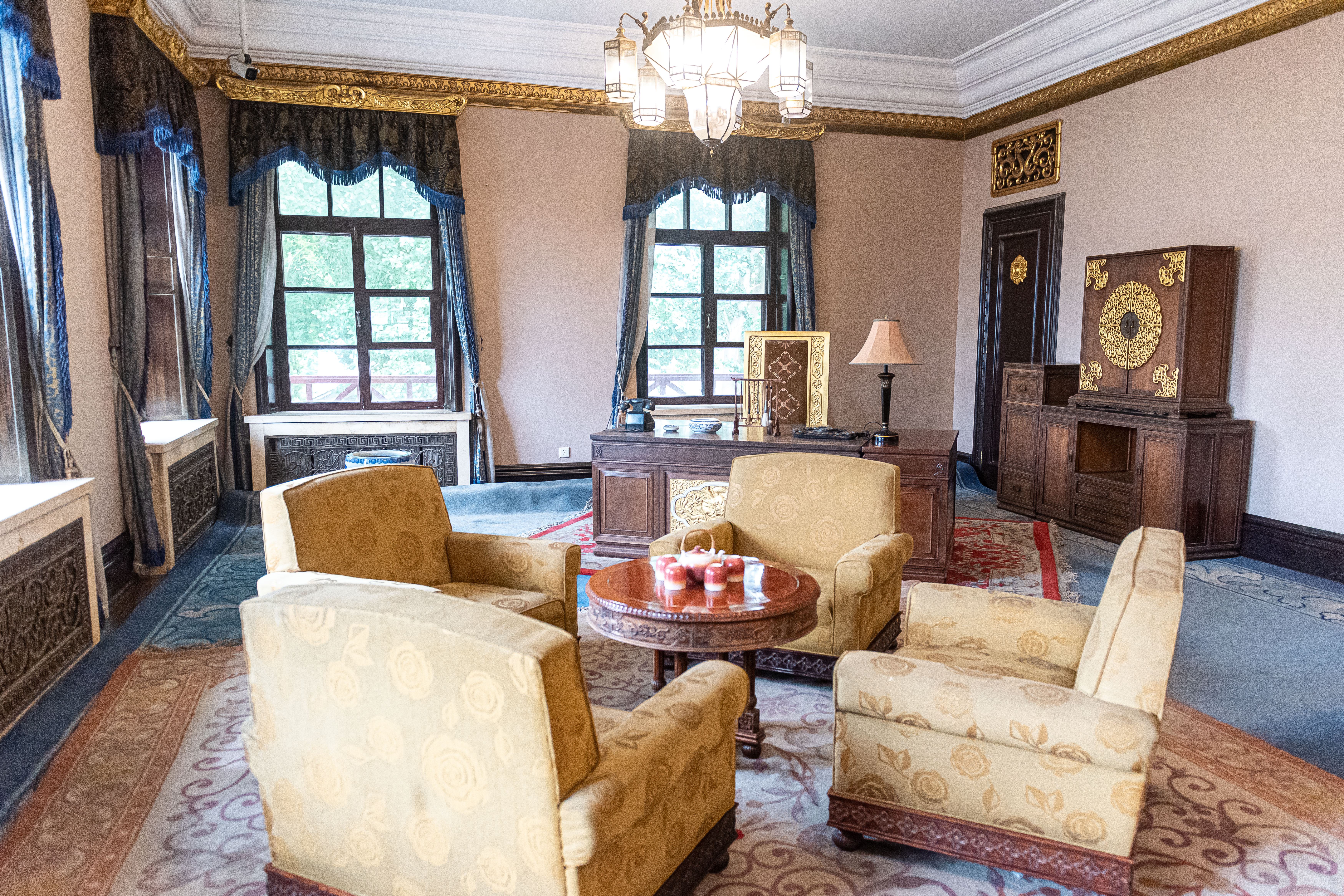
勤民楼二层西便殿
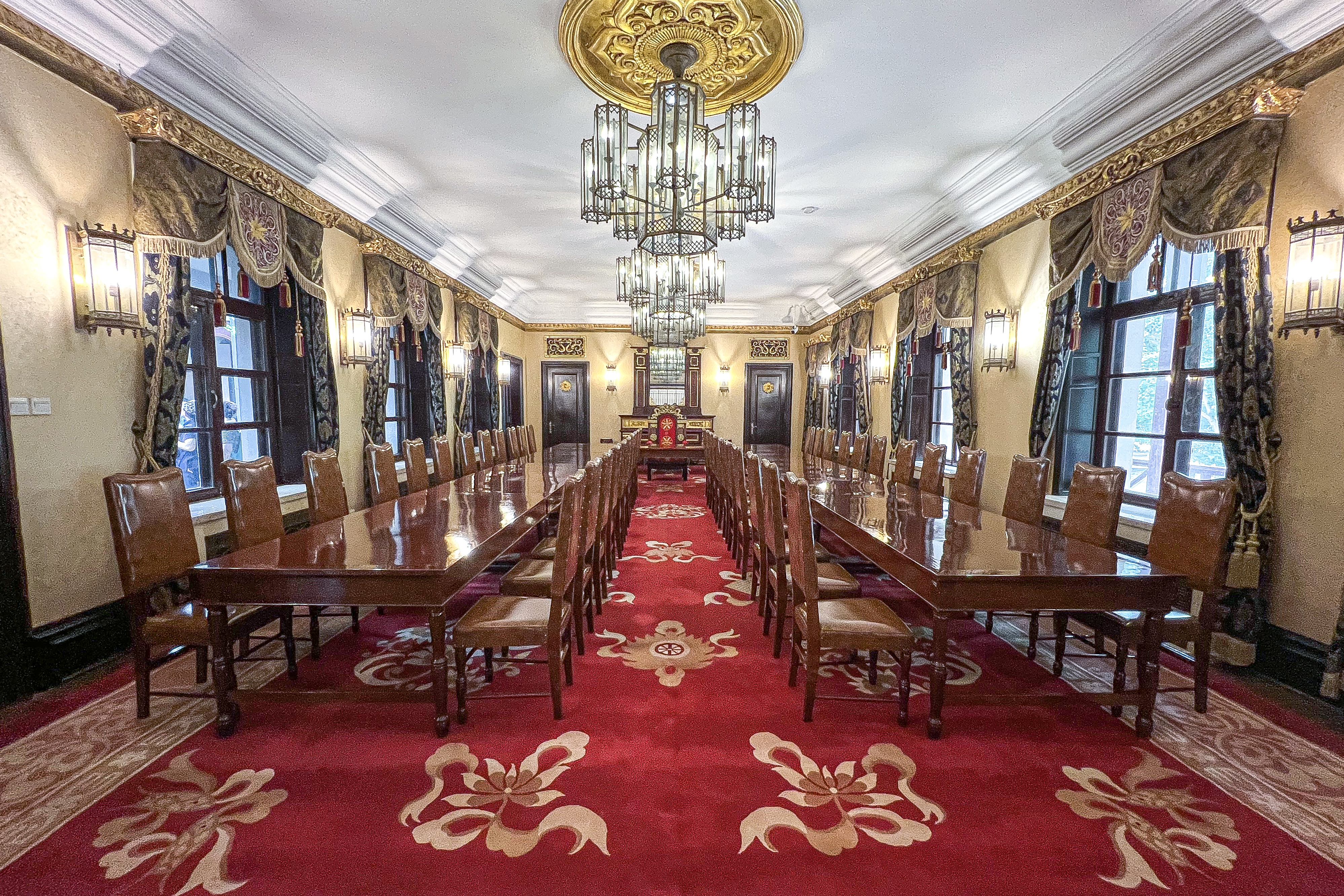
勤民楼二层赐宴殿
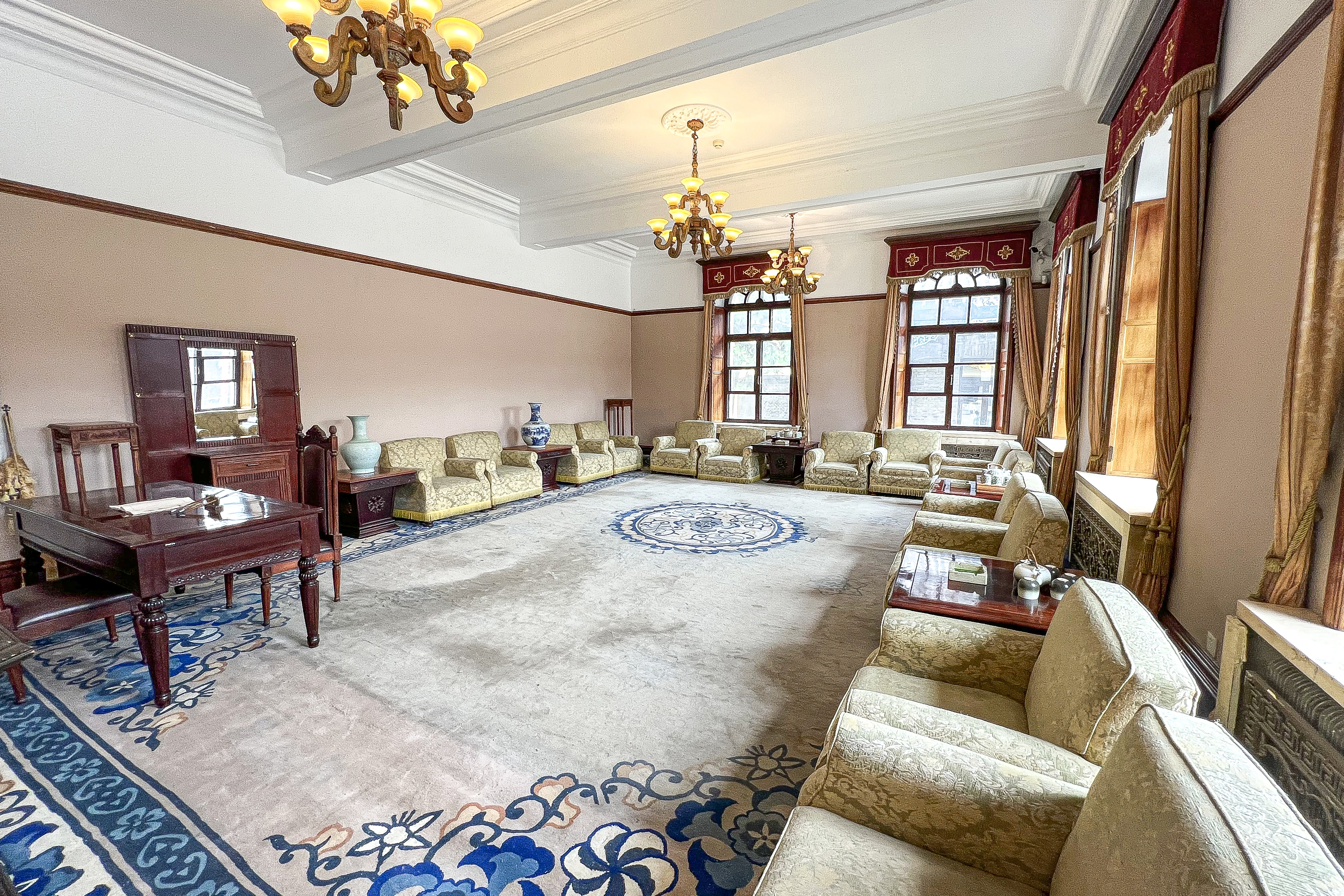
勤民楼一层第一候见室
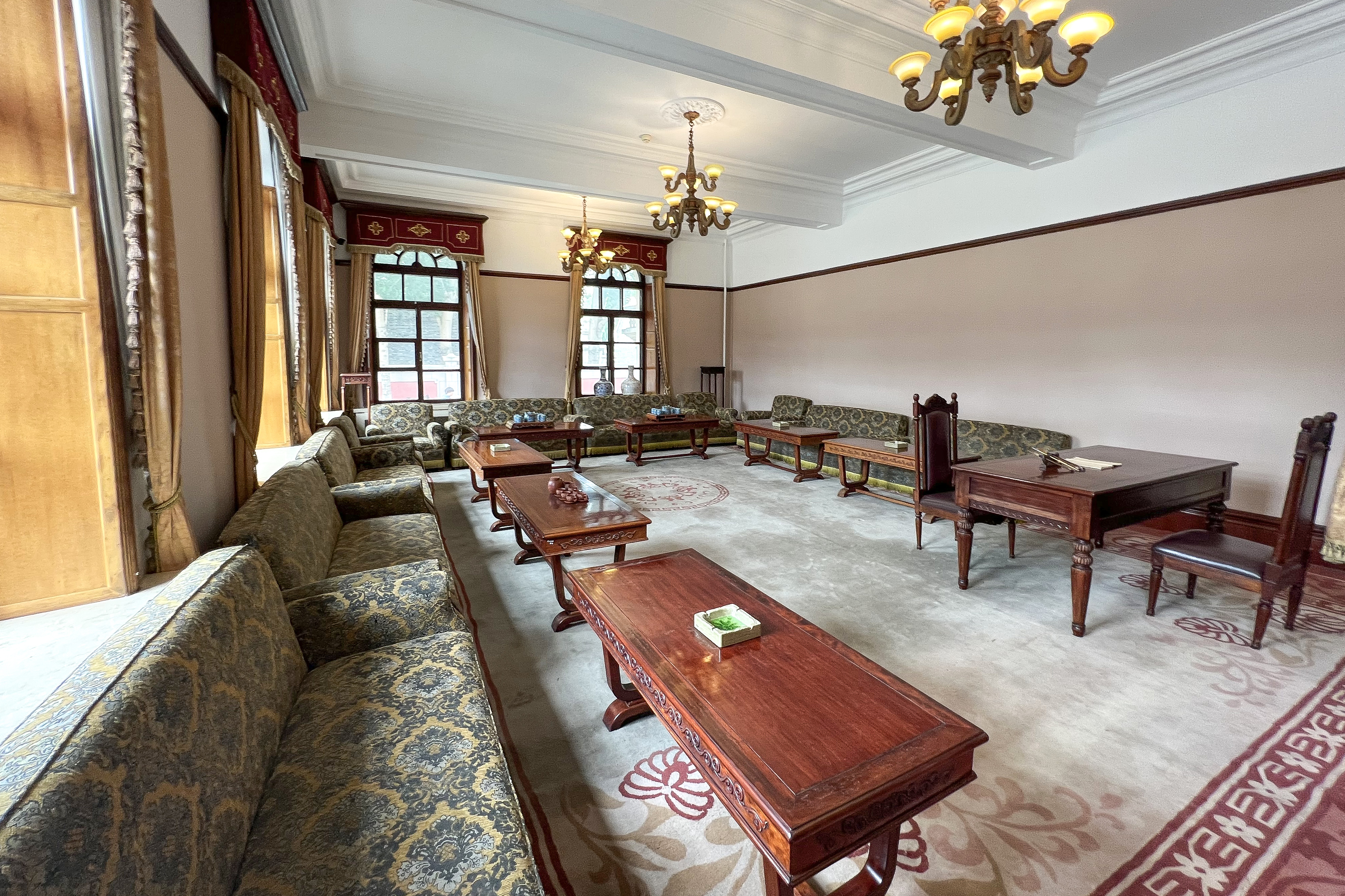
勤民楼一层第二候见室

### 缉熙楼

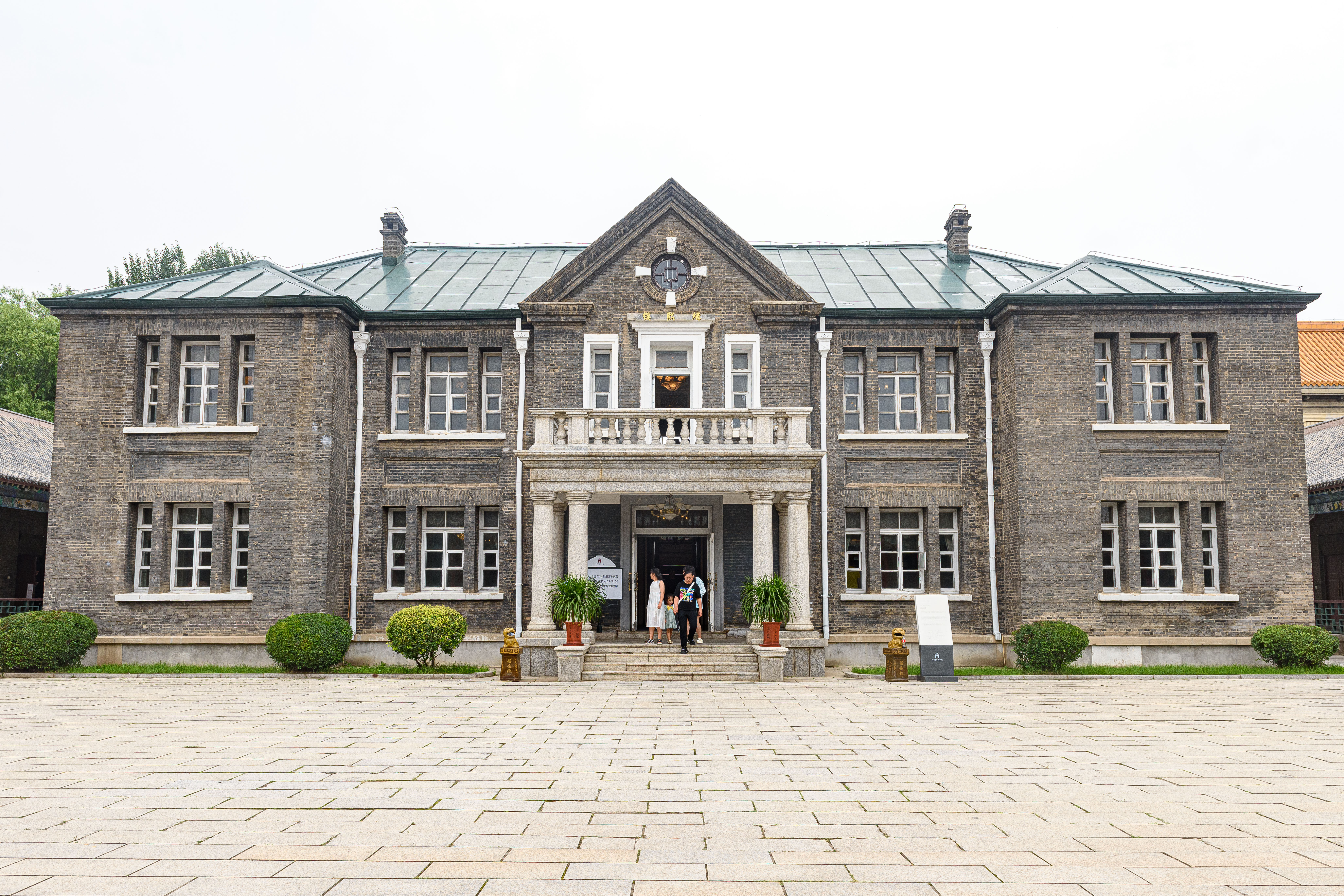
缉熙楼南立面

位于迎晖门内南侧，楼名取自《诗经·大雅·文王》“于缉熙敬止”之句。
始建于光绪三十四年（1908），由时任长春知府的孟宪彝组织兴建，作为盐仓官舍。1915年后作为吉黑盐务稽核处的办公场所。1928年3月动工重建，10月竣工。1932年满洲国对该楼内外翻新，4月4日溥仪随执政政府一同搬入。
缉熙楼为二层青砖楼房，中央一间为楼梯间，东半侧两层为皇后婉容居室。西侧一楼原为溥仪私人召见亲信臣僚的客厅，后成为谭玉龄住所。西侧二楼为溥仪寝宫，中央为过道，兼用作饭厅。过道南侧为溥仪寝室，寝室之西为书斋。书斋之北为走廊，左侧为理发间，对面为佛堂。过道北侧为浴室和卫生间。楼梯间通往三层的药库。
缉熙楼周围为平房院落，北侧、南侧及东侧为溥仪随侍、乳母、御医的住所，西侧为中膳房和洋膳房。院落正北开中和门，为通往勤民楼和兴运门的通路。正南为长春门，封闭不开，门外为围墙。
缉熙楼院落西侧为御花园（现已无存），有两座竹亭、一座土山，花园北面为平房植秀轩，西套间曾是溥仪二妹韫龢及妹夫郑广元住所，后改为宫廷学生读书处和乒乓球室。植秀轩之北为畅春轩，曾为溥仪四妹韫娴及五妹韫馨住所。西花园南墙有连排平房，东半部为浆洗房，西半部为书库，房前为网球场，后改为马场。

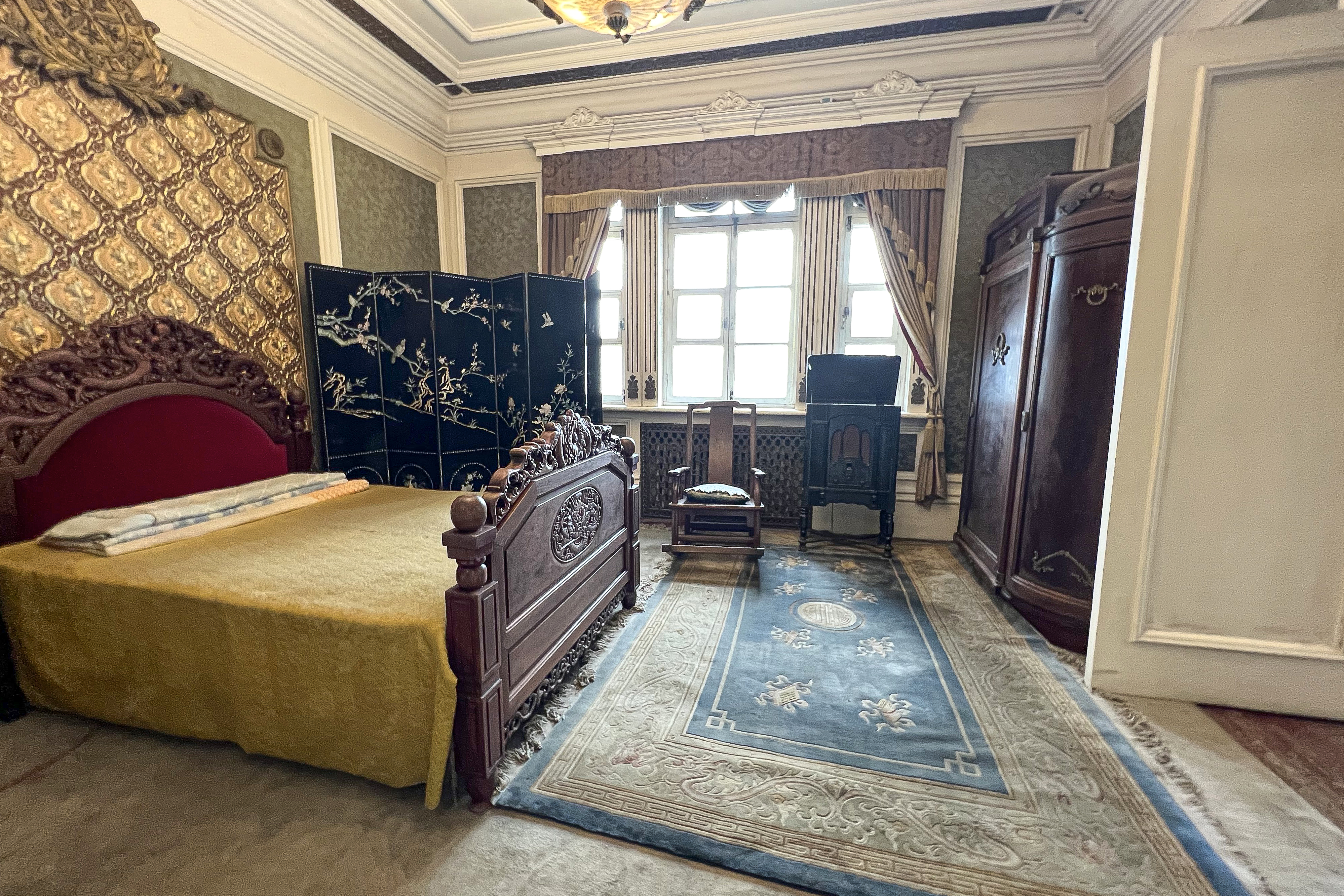
溥仪寝宫
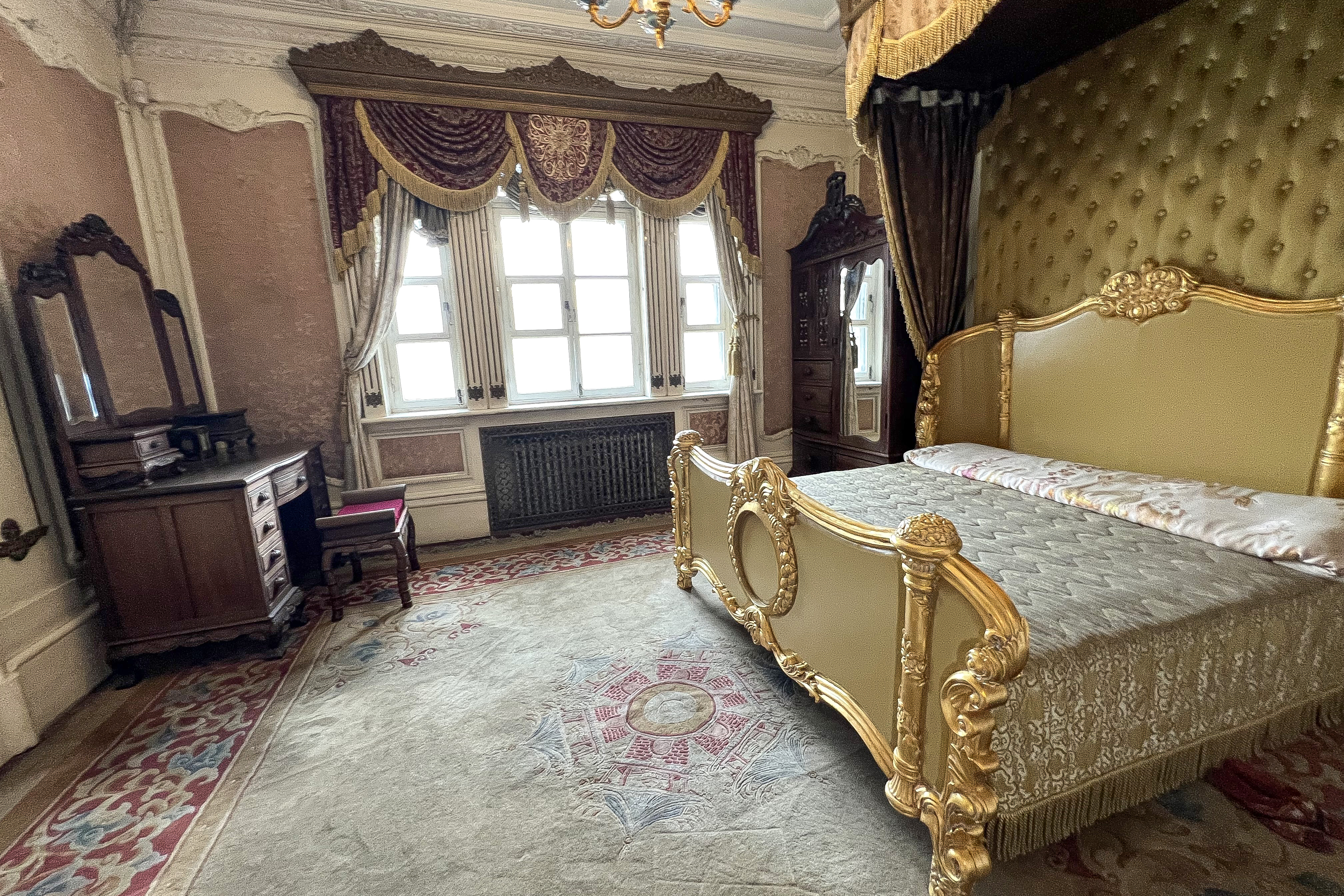
婉容寝宫
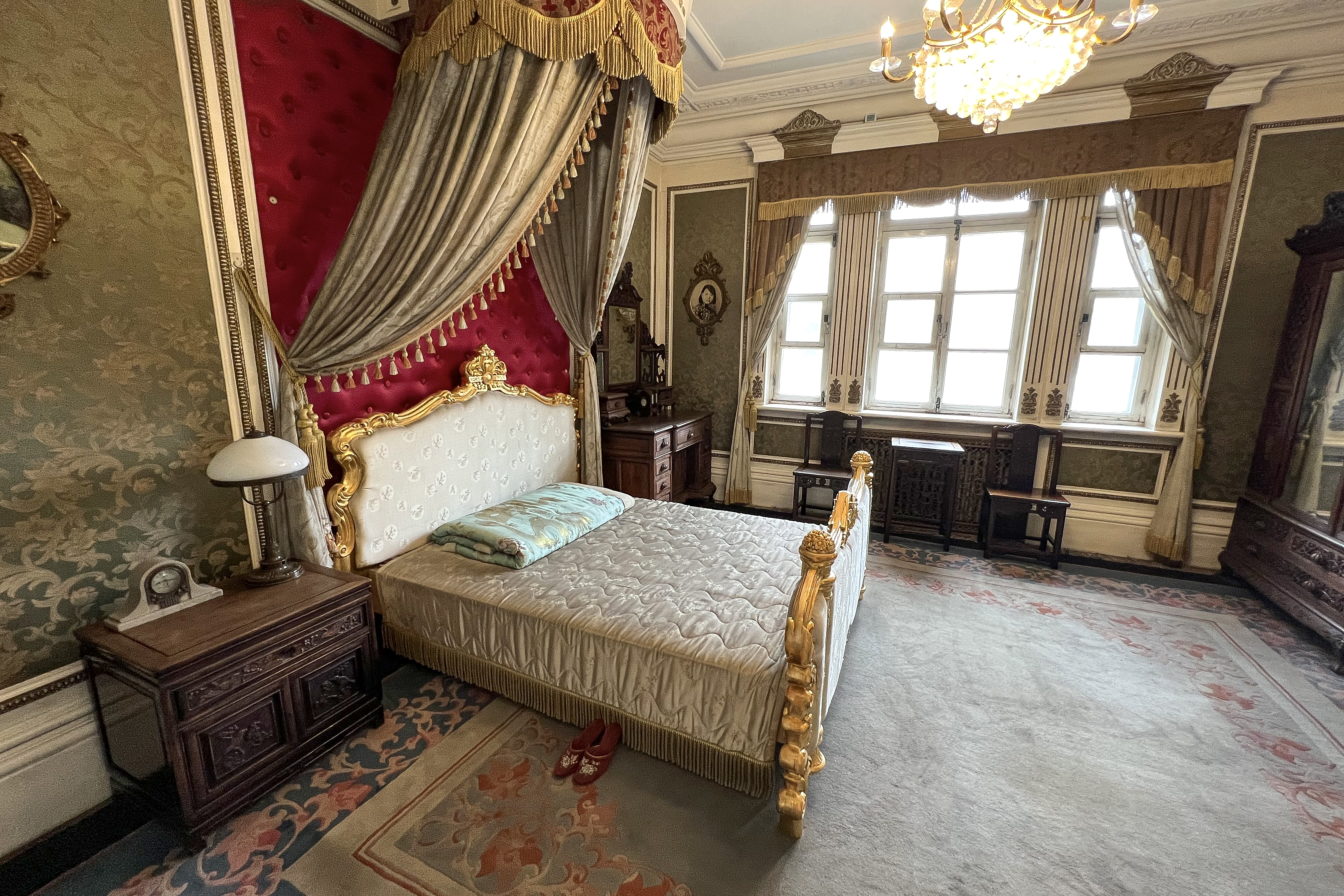
谭玉龄卧室
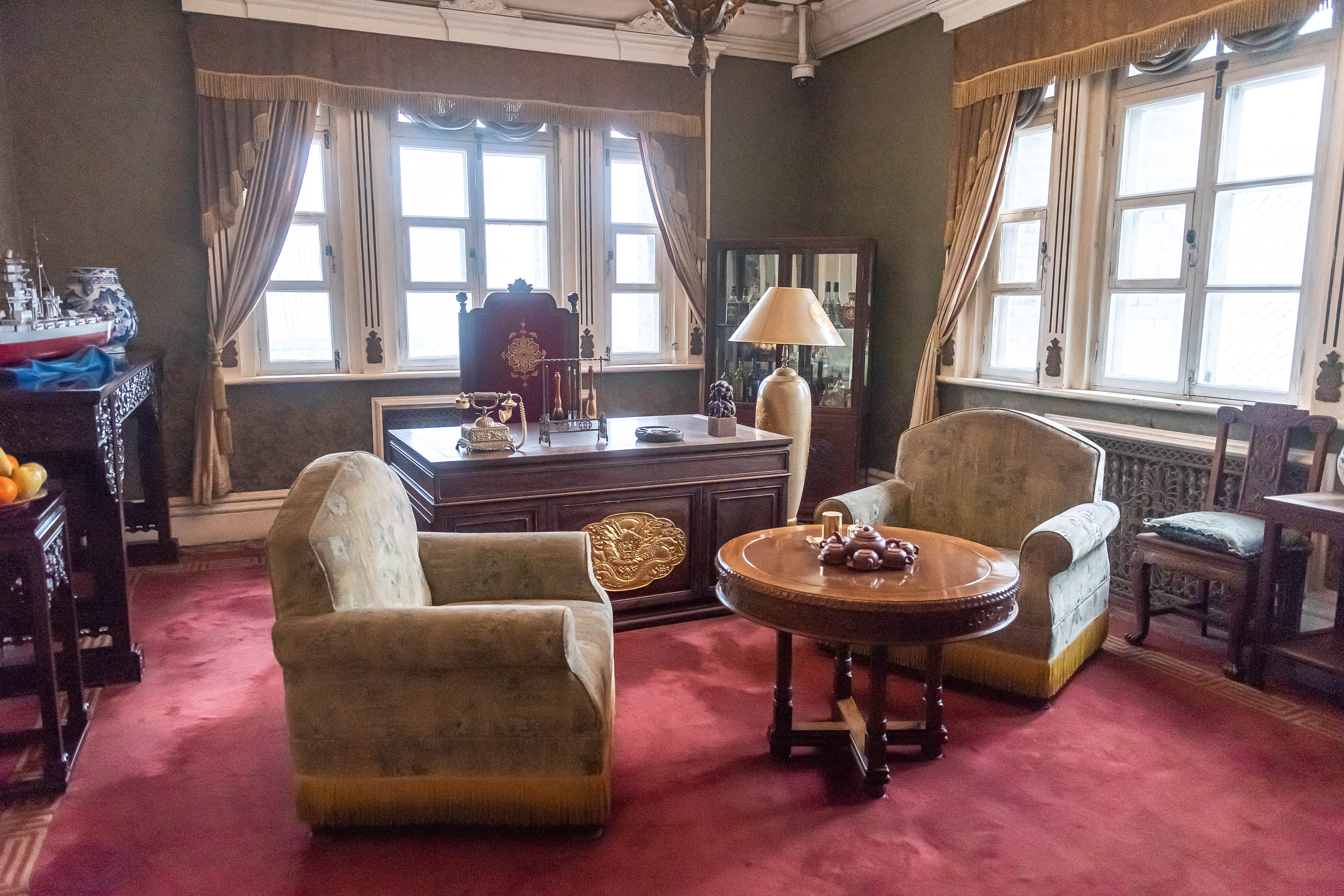
溥仪书房
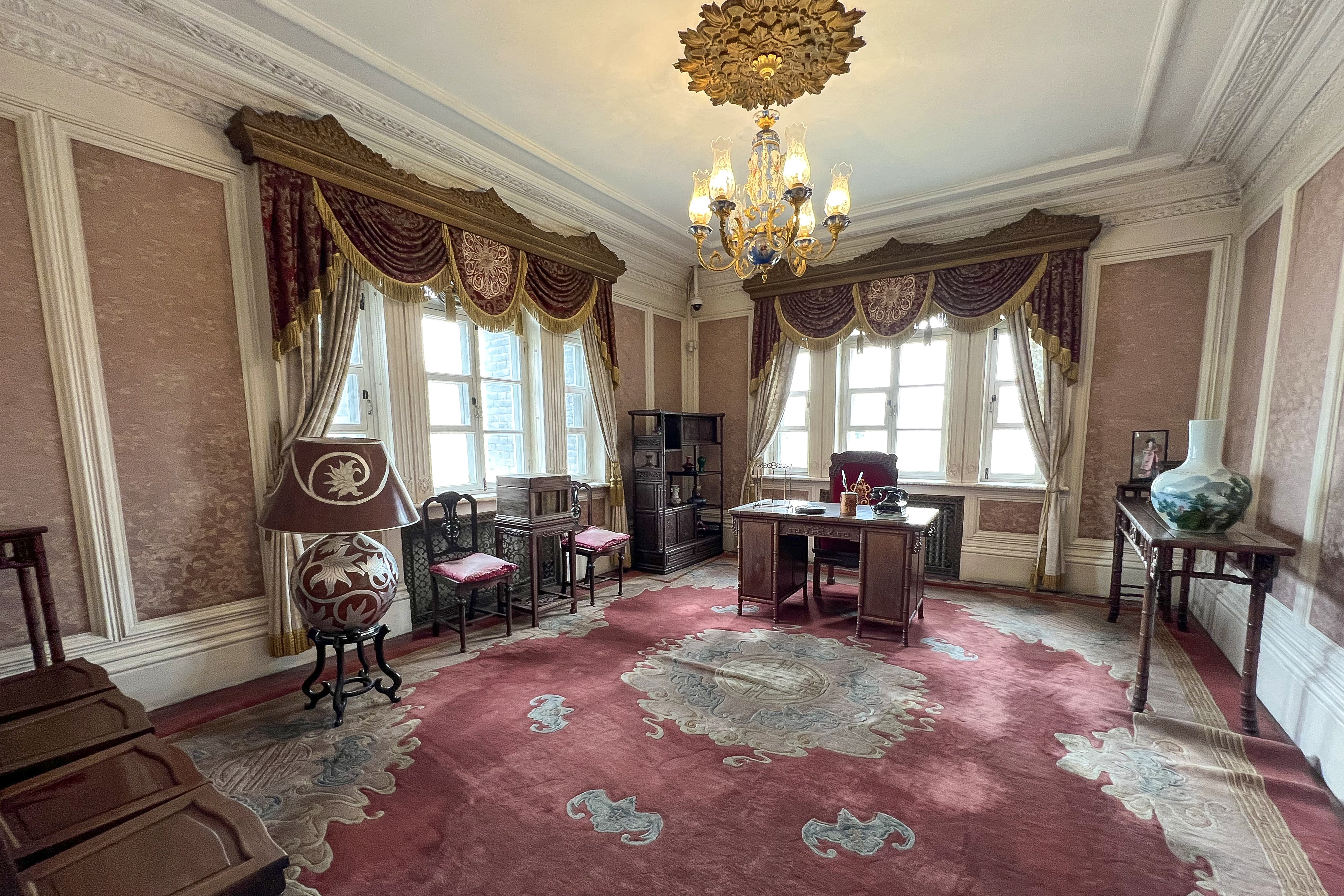
婉容客厅
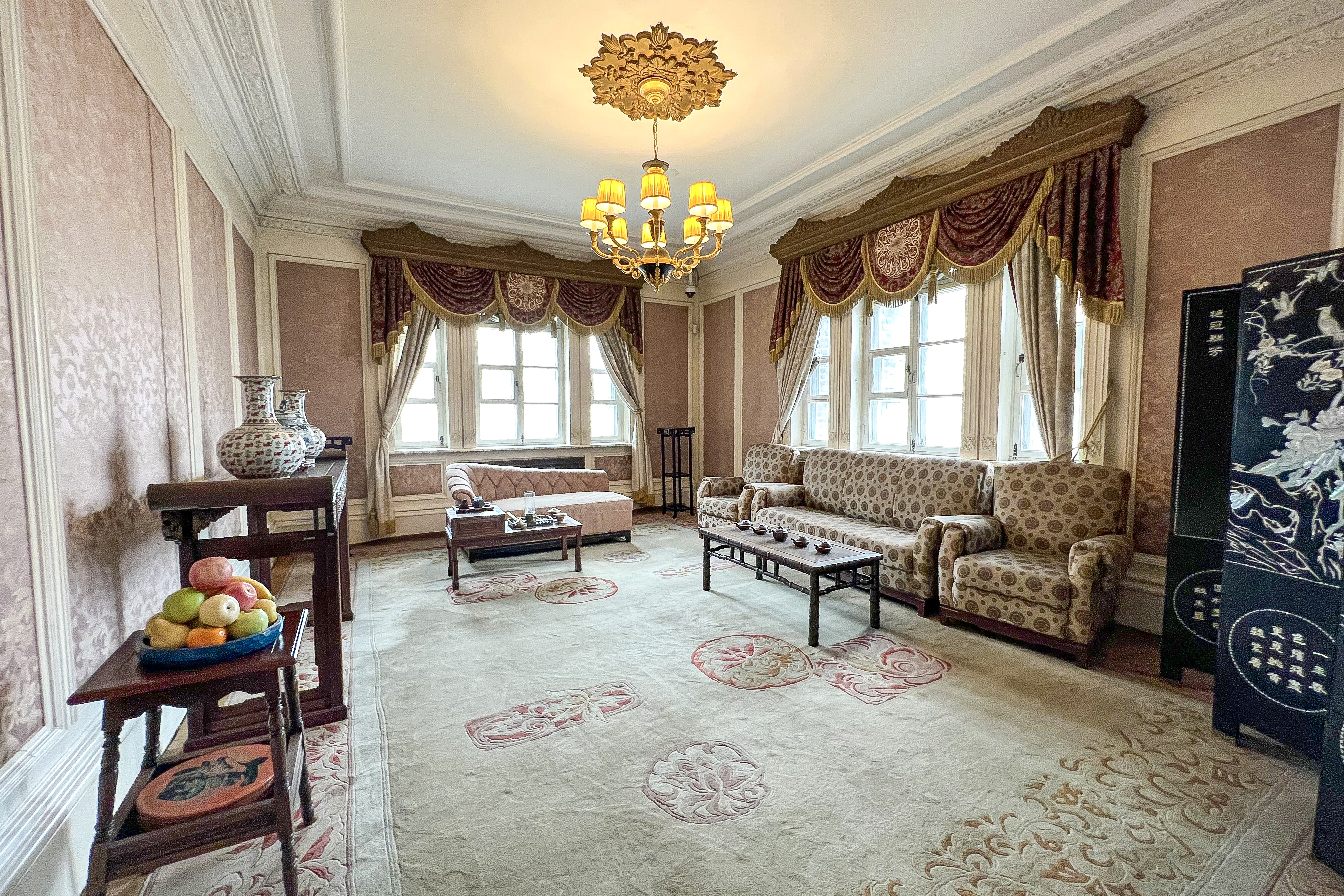
婉容吸烟室
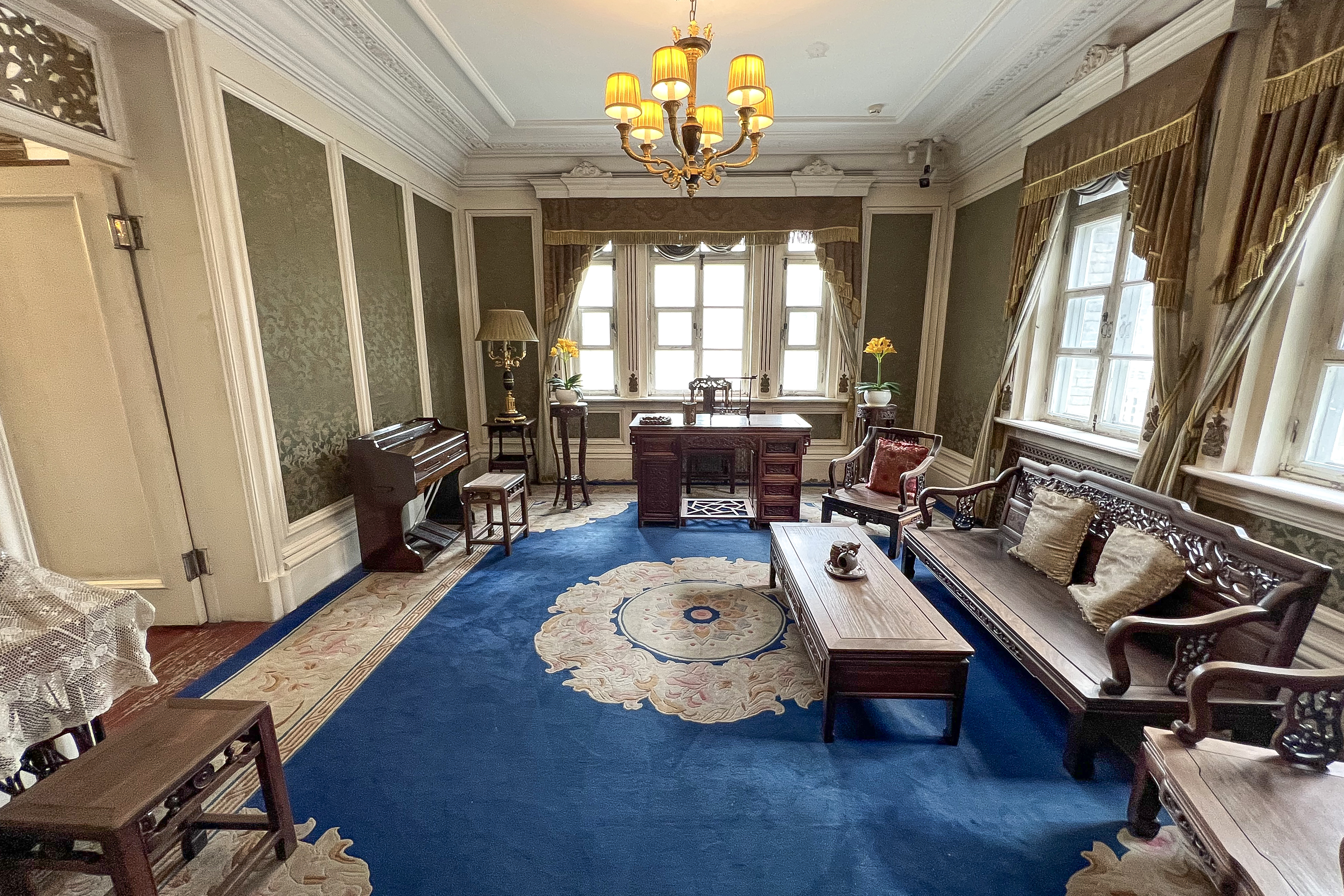
谭玉龄书房

### 同德殿

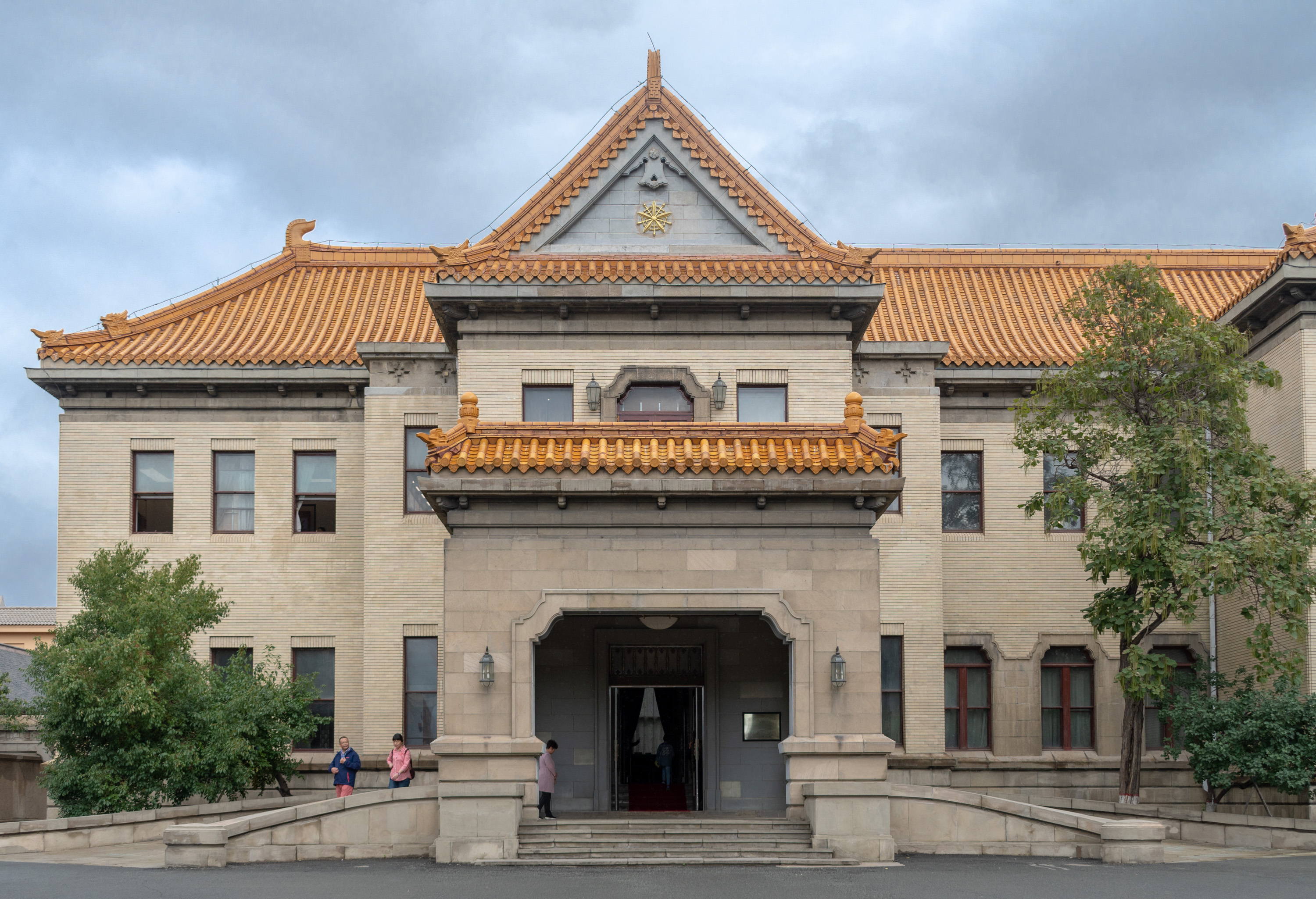
同德殿外观

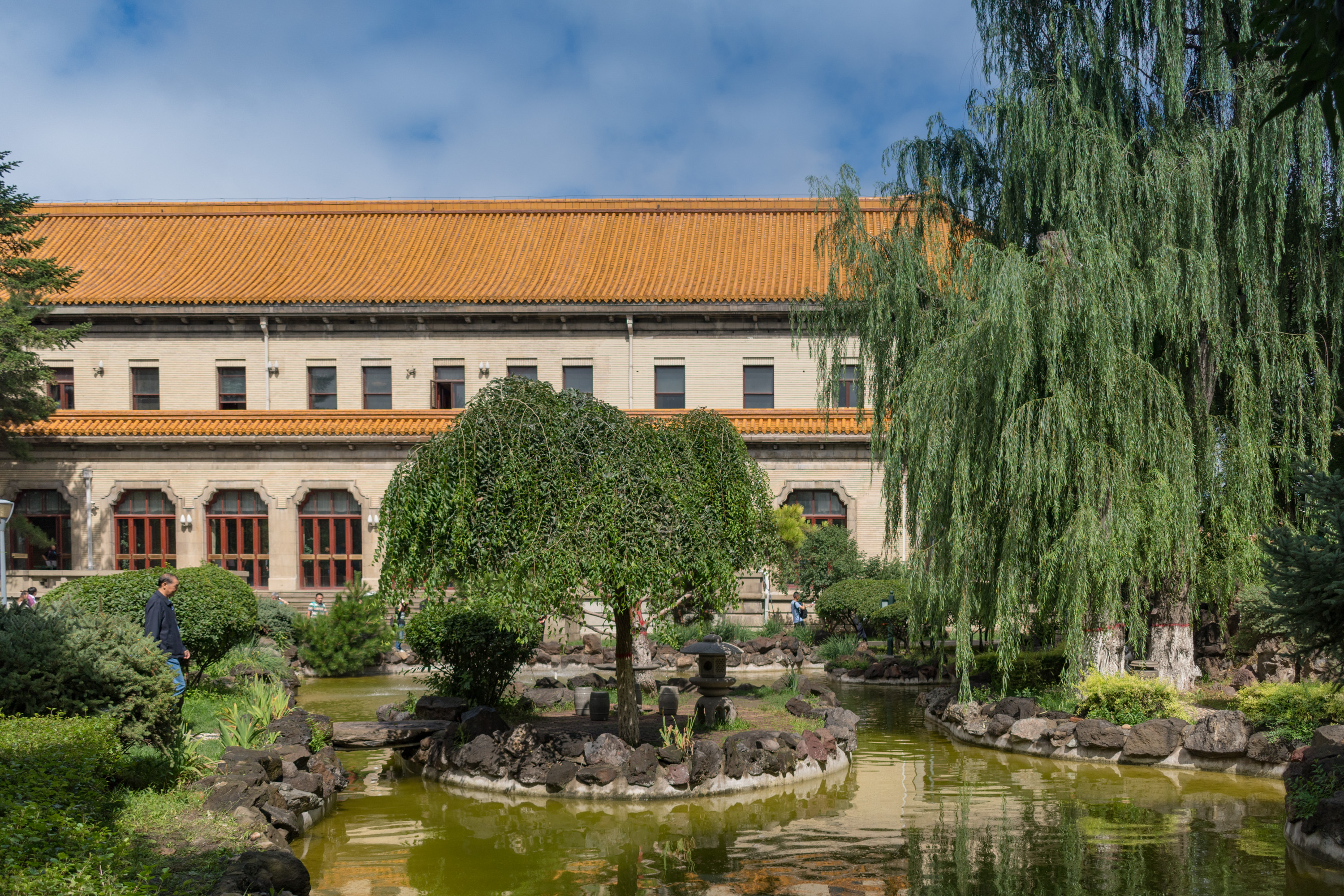
同德殿旁花园

根据满洲国《国都建设规划》，计划在南郊杏花村的顺天广场之北修建正式帝宫，包括前庭、政殿（今吉林大学朝阳校区地质宫）、中庭、本殿、宫内府、尚书府、宫苑等建筑，占地51.2公顷（约为北京故宫的70%），1938年9月奠基动工。在新宫殿竣工之前，为壮观瞻，关东军在原有建筑群东边为溥仪修建了“假宫殿”（临时宫殿），即同德殿。
同德殿于1935年开始设计，设计者为营缮需品局宫廷造营课课长相贺兼介，1937年下半年开工，1938年底建造完工，施工者为户田组（现户田建设）。同德殿正门为同德门，位于缉熙楼院落之南，坐东朝西，门内设有车库。
入同德门后，左转为同德殿，为二层钢筋混凝土楼房，楼顶覆黄色琉璃瓦，楼内装有空调设施。殿门位于同德殿西侧，门外设有上下车时挡雨的日式“御车寄”。门内为通高两层的“大广间”。大广间西侧为关东军司令候见室，东侧为正殿。正殿面积约130平方米，南侧开有三扇窗户，溥仪宝座座西朝东，面向大广间。正殿北边有两扇大门，通往赐宴大厅（电影厅）。正殿东墙南侧有门通往暖廊。
暖廊面向南侧设有九扇两层楼高的大玻璃窗，又称“九龙门”。暖廊北侧有四间房间，第一间为便殿，为溥仪接见关东军司令的地方；第二间为中国间，内有中式家具；第三间为钢琴间；第四间为台球间；最东侧为日式装修的和室。暖廊二楼有四间房间，第一间为皇帝御寝间，第二间为皇帝御居间，第三间为帝后御寝间，第四间为帝后御居间。溥仪怀疑日本方面在同德殿内安装窃听器，因此始终未搬进去居住，帝后御寝间和御居间后改为“福贵人”李玉琴的住所。
同德殿西北为嘉乐殿，是宴会场所。同德殿东北为书画楼，为独立的二层灰色小楼，存放溥仪从故宫中携带出的珍品字画。

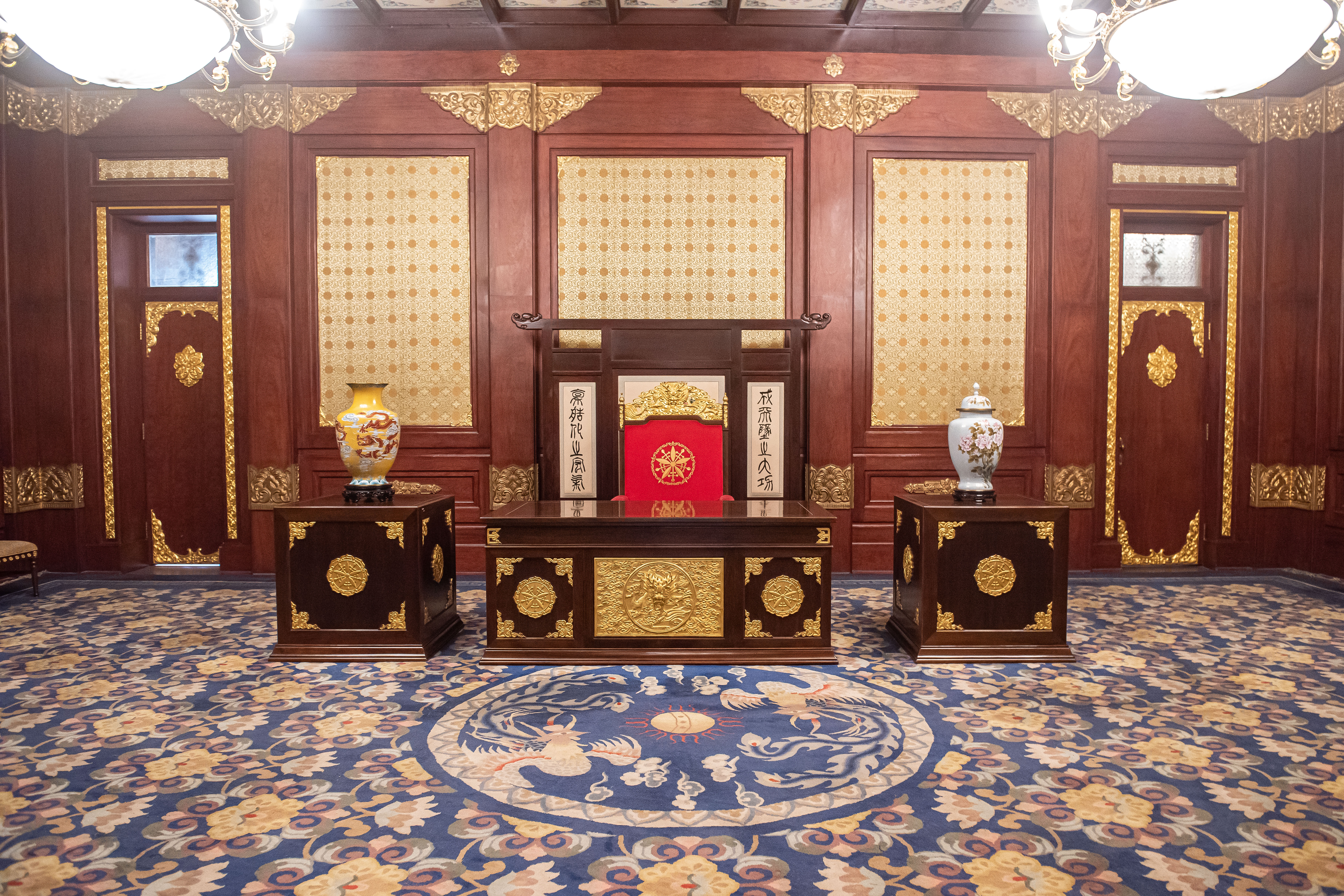
同德殿一层叩拜间
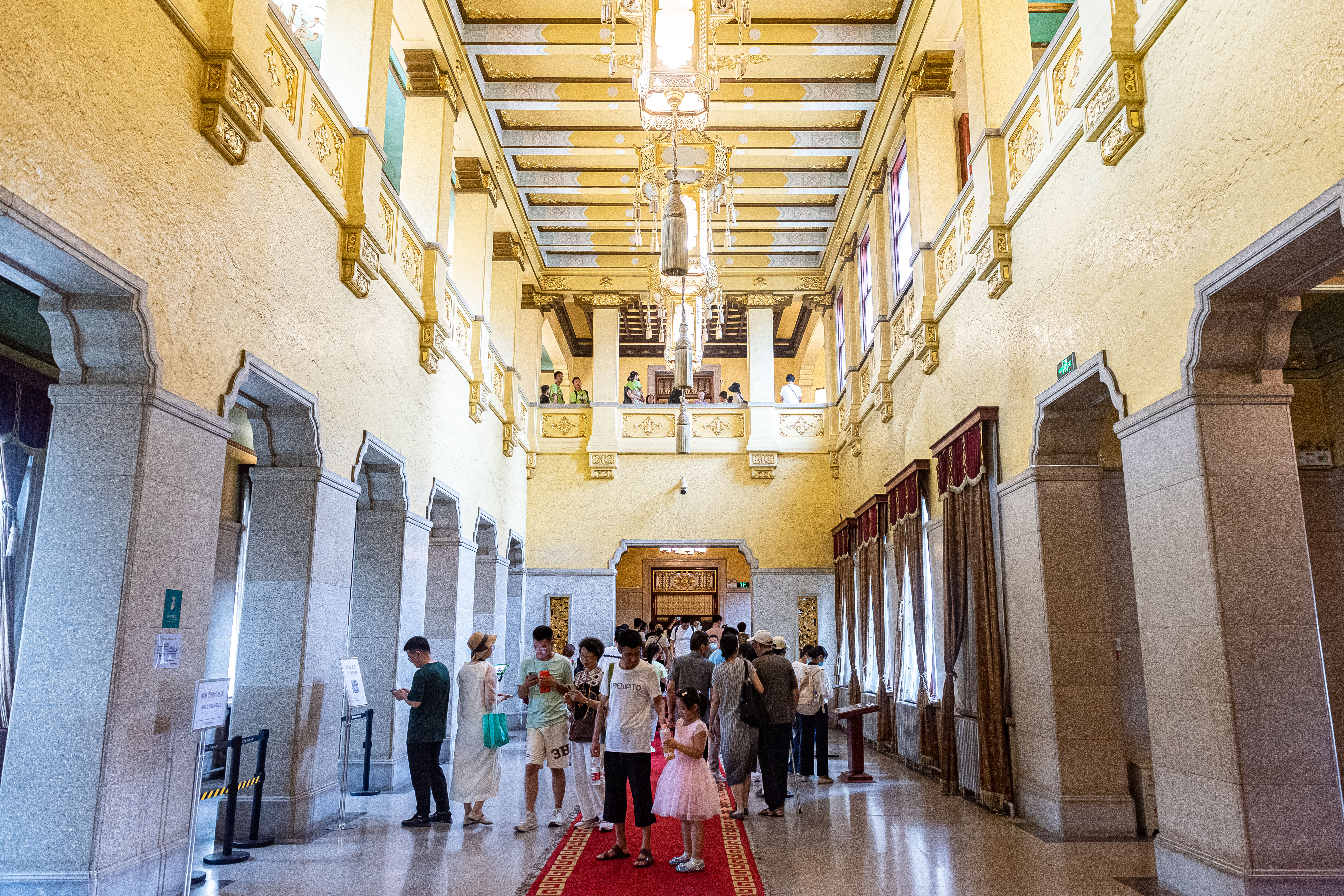
同德殿广间
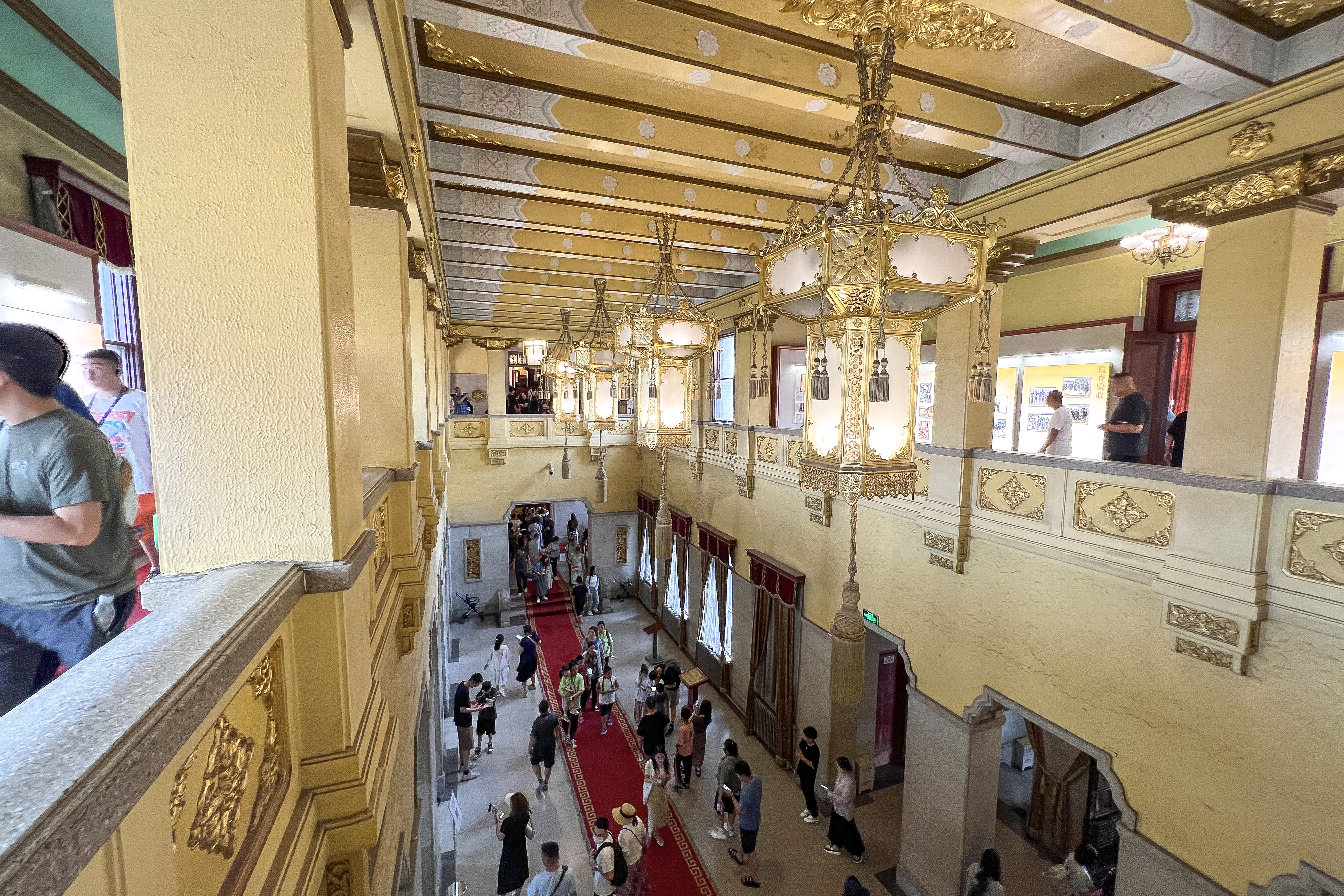
同德殿广间

### 建国神庙
为神道教庙宇，位于同德殿南花园的东南角，防空洞土山之南。建于1940年，供奉镜、剑、玉“三神器”。用白茬原木修建，有三进，“神器”供奉在最后一进的殿内。1945年8月焚毁。

## 修復進度
從2013年至2018年，博物院已耗資2.4億元人民幣，修復帝宮遺址。截至2018年8月，內延建築的修復已完成，包括緝熙樓、同德殿及遊玩區域御花園等。下一步將伸展至外延區，包括勤民樓、懷遠樓的牆面和屋面的外部修復等。預計整個工程會在2022年完成。
2018年，該工程獲頒「全國優秀古跡遺址保護項目」榮譽。

## 图集

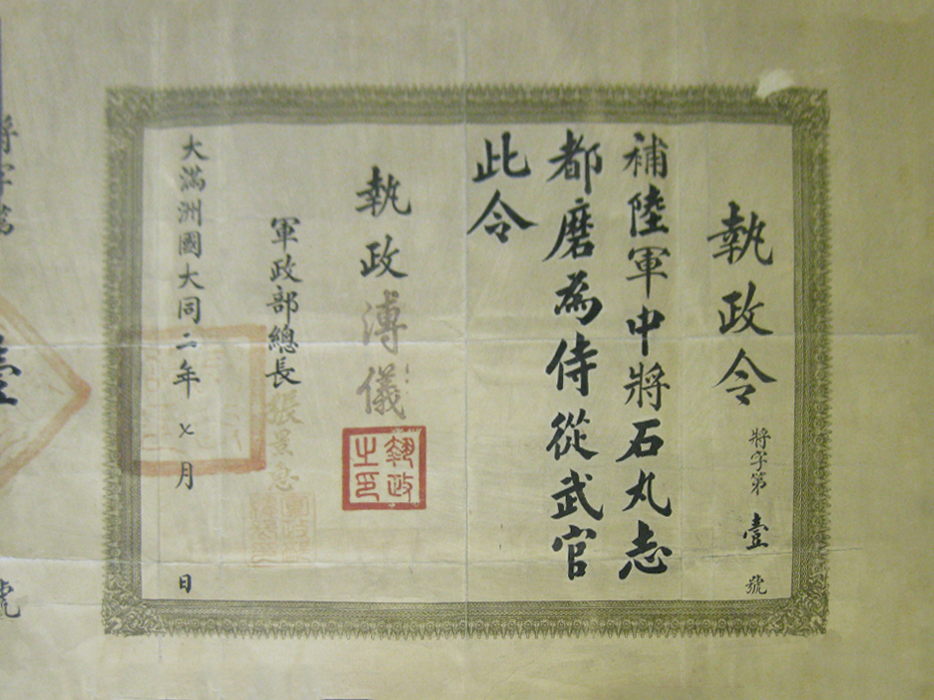
伪满皇宫博物院陈列的执政令将字第一号
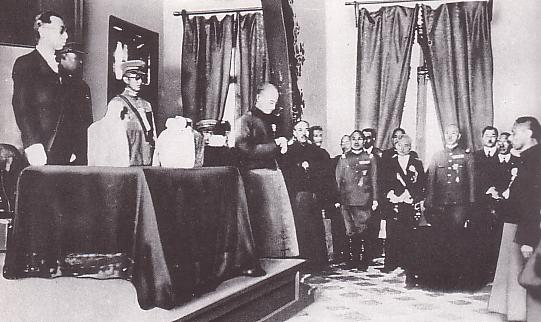
满洲国执政就任仪式
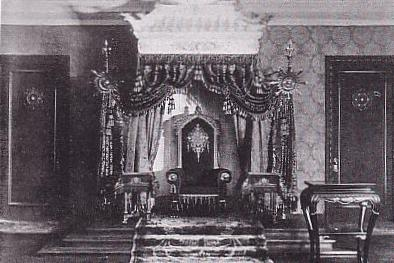
满洲国皇帝宝座
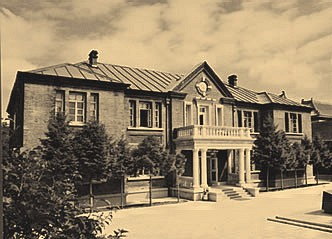
缉熙楼旧影
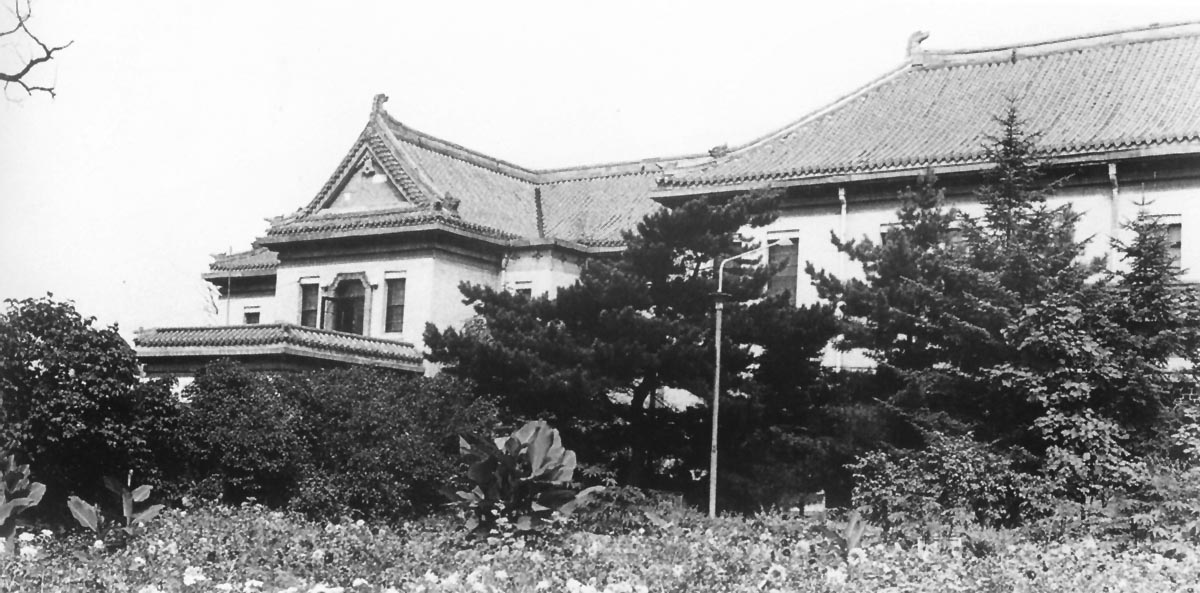
同德殿旧影
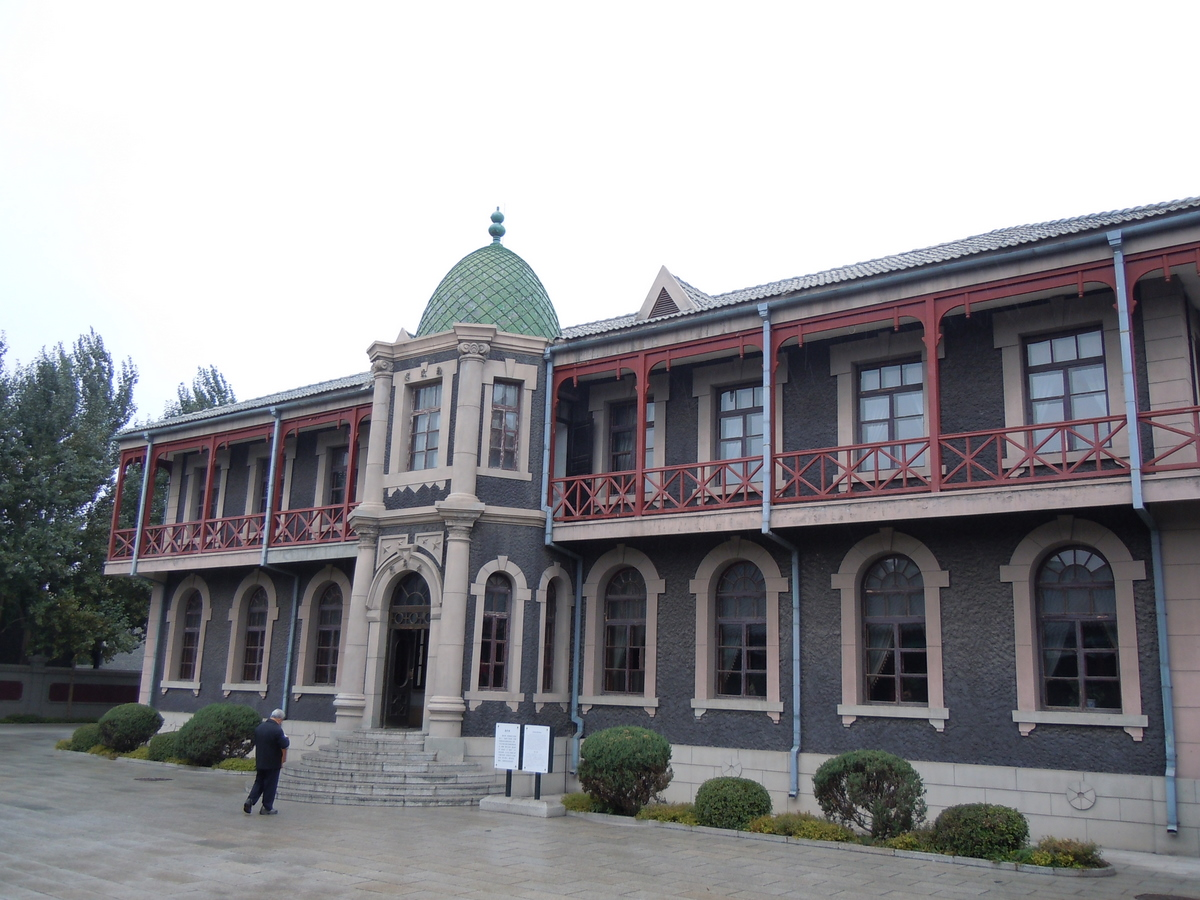
勤民楼,摄于2010年10月3日
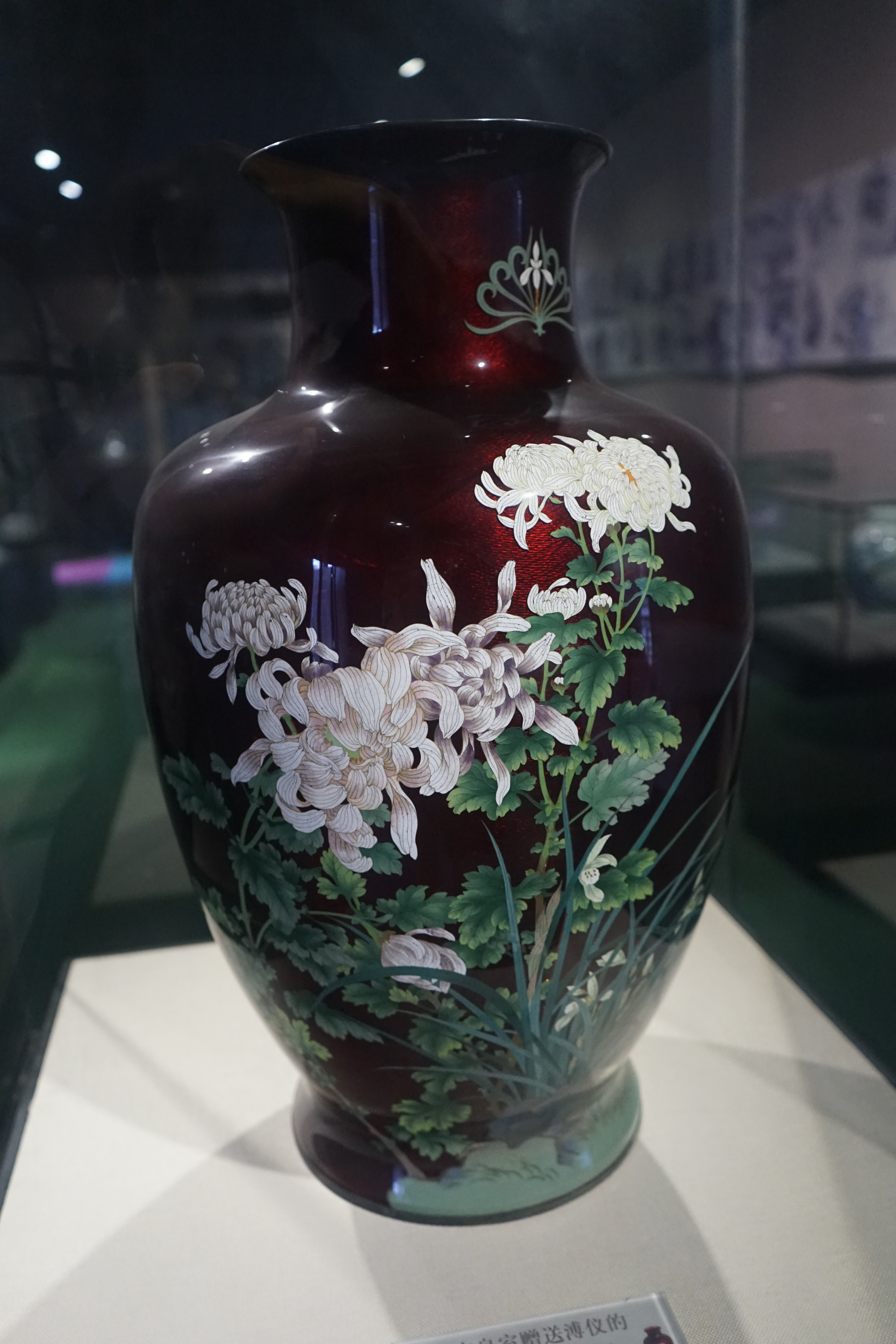
日本皇室赠溥仪的七宝烧菊花大瓶
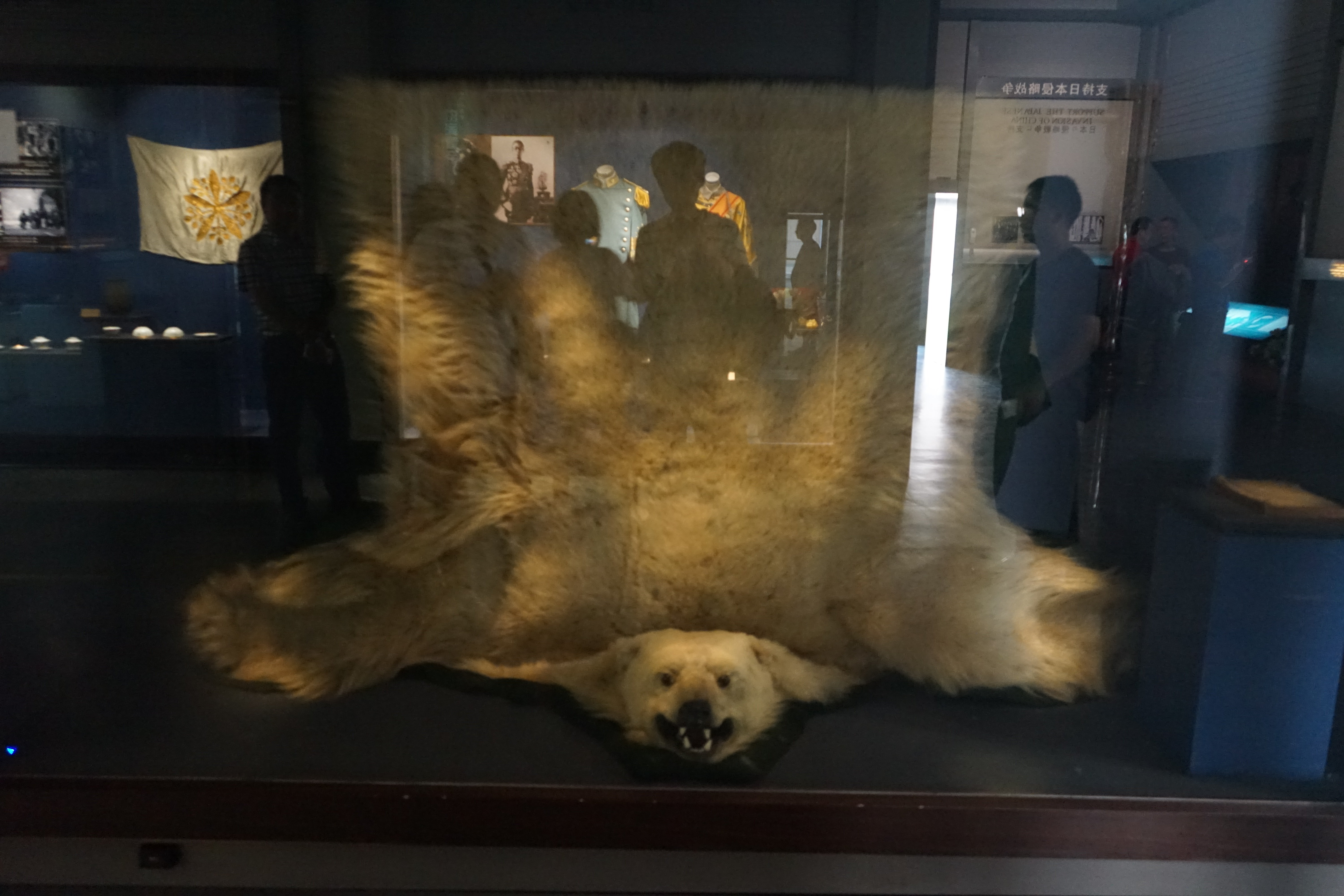
溥仪穿过的北极熊皮
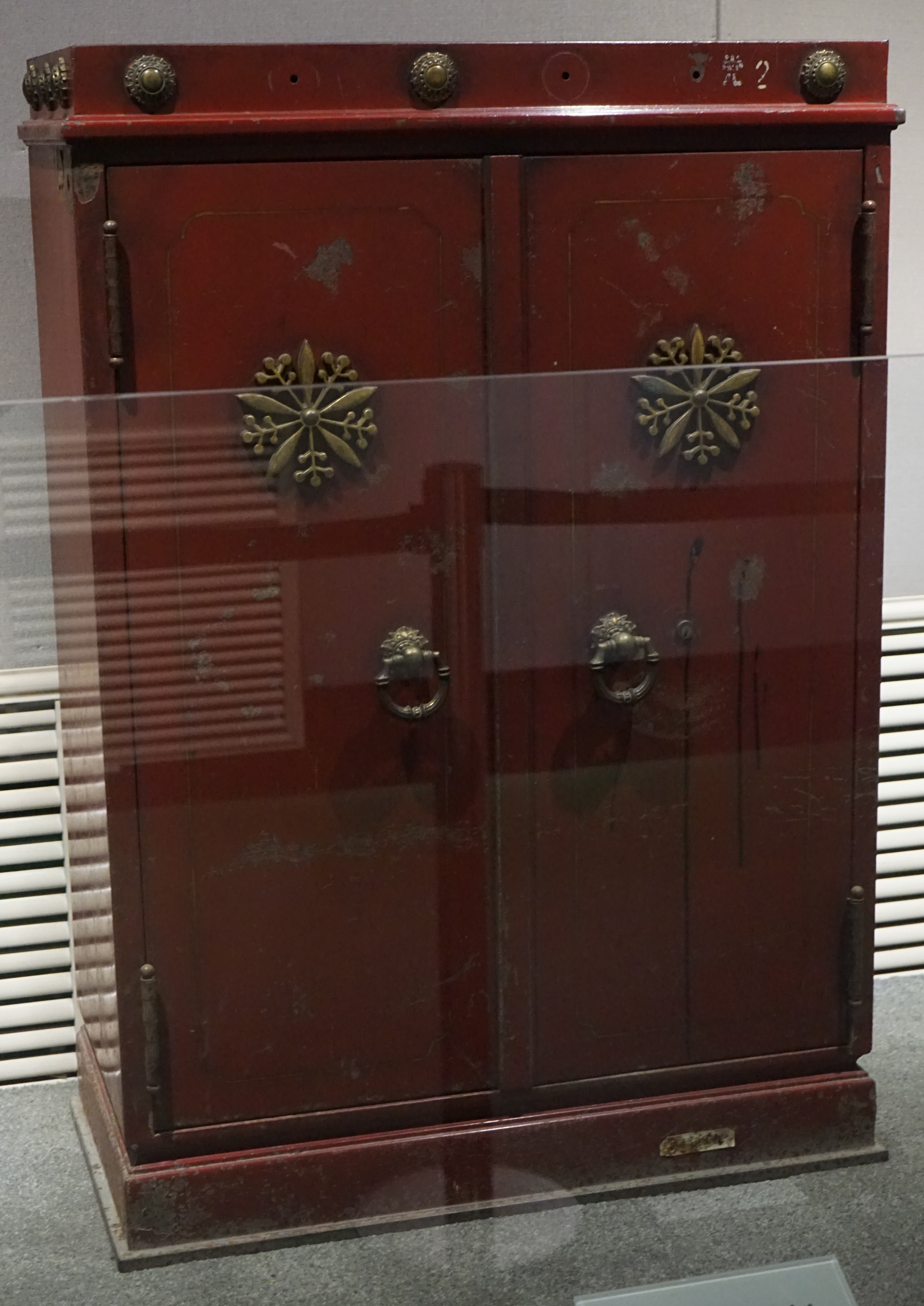
御纹章铁皮柜

## 交通
- 长春轨道交通伪满皇宫站：3号线，4号线。

### 引用
1. ↑  . 中国博物馆协会. 2017-01-20. （原始内容存档于2017-07-15）.
2. ↑  . 2018-08-14  [2018-08-22]. （原始内容存档于2020-04-03）.
3. ↑  . 2018-08-15  [2018-08-22]. （原始内容存档于2020-12-01）.
4. ↑  . 2018-08-13  [2018-08-22]. （原始内容存档于2020-04-24）.

## 外部連結
- 偽滿皇宮博物院網站 （页面存档备份，存于）